# Donovan Reginald Rosevear
Donovan Reginald Rosevear, né le 28 novembre 1900 à Chelsea et mort le 17 janvier 1986 est un forestier et mammalologue britannique. 

## Biographie
Après avoir terminé ses études à l'école de Bedford, Rosevear obtient en 1923 un Bachelor of Arts et un diplôme de forestier au Christ's College de l'université de Cambridge. En 1924, il s'installe au Nigeria, où il rejoint le service forestier colonial. Pendant les 20 premières années de sa carrière, Rosevear a travaillé dans les provinces du sud-est du Nigeria et au Cameroun britannique. En plus de son métier, Rosevear était un observateur assidu de la nature, étudiant la faune et la flore de l'Afrique de l'Ouest.
Rosevear a été un soutien actif de la Nigerian Field Society (NFS), fondée en 1930 par Frank Bridges. Il a publié de nombreux articles dans The Nigerian Field, le journal de la Nigerian Field Society, et a été vice-président de cette société de 1947 à 1976.
En 1944, Rosevear s'est installé à Ibadan et en 1951, il est devenu inspecteur général des forêts à Lagos. En 1954, il a quitté le service actif des forêts et est retourné en Grande-Bretagne. À Londres, il est devenu bénévole au Natural History Museum, où il a travaillé pendant plus de 20 ans avec le soutien du Wellcome Trust et du Leverhulme Trust.
De 1956 à 1960, il a été membre du comité de la Fauna and Flora Preservation Society.
Rosevear a rassemblé une grande collection de petits mammifères d'Afrique de l'Ouest et a publié une série d'ouvrages scientifiques sur les mammifères, dont A Checklist and Atlas of Nigerian Mammals (1953), The Bats of West Africa (1965), The Rodents of West Africa (1969) et The Carnivores of West Africa (1974).

## Honneurs et noms de dédicace
En 1954, Rosevear a été nommé commandeur de l'Empire britannique (CBE). En 1971, il a reçu le Stamford Raffles Award de la Société zoologique de Londres. En 1978, il a été récompensé par le H. H. Bloomer Award de la Linnean Society of London. En 1980, le campagnol des prairies de Rosevear (Lemniscomys roseveari), originaire de Zambie, en 1997, le campagnol à poils en brosse de Rosevear (Lophuromys roseveari), originaire du Cameroun, et en 2013, le campagnol à nez lisse Neoromicia roseveari, originaire du Liberia et de Guinée, ont été nommés en l'honneur de Donovan Rosevear.